# Set en Reset
Het besturen van digitale geheugenbouwstenen, zoals flipflops gebeurt veelal door de pulsen set en reset:
- Set brengt het element in de geactiveerde toestand.
- Reset brengt het weer in de rusttoestand.